# La dinastía Scorpio
La dinastía Scorpio es el segundo álbum de estudio del grupo Él Mató a un Policía Motorizado. Grabado en el 2011, fue compuesto y escrito principalmente por el bajista y cantante Santiago Barrionuevo. El arte de la tapa y el diseño le corresponden a él, también. Se lanzó a finales de 2012 y luego se editó en CD y vinilo en España.

## Lista de canciones
- El magnetismo
- Mujeres bellas y fuertes
- Chica de oro
- Más o menos bien
- Yoni B
- Terror
- Nuevos discos
- La cobra
- Noche negra
- La cara en el asfalto
- El fuego que hemos construido